# Adam Scott (golfista)

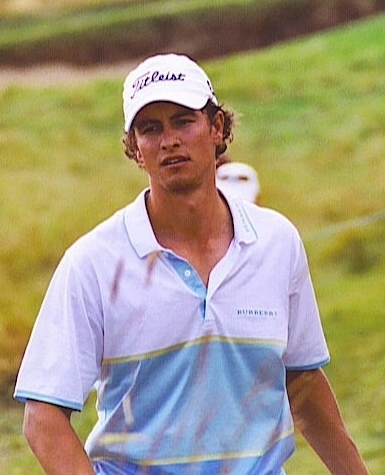
Adam Scott fotografiado en 2004

Adam Derek Scott (Adelaida, 16 de julio de 1980) es un golfista australiano que compite profesionalmente desde el año 2000. Ha obtenido 13 victorias en el PGA Tour estadounidense, donde ha resultado tercero en 2006, sexto en 2013 y séptimo en 2004. 
Trabajo en Need for Speed la película y salió en Dude Perfect.
Sus victorias más destacadas han sido en el Masters de Augusta de 2013, el The Players Championship de 2004, el Tour Championship de 2006 y el WGC-Bridgestone Invitational de 2011 y el WGC-Campeonato Cadillac de 2016. También resultó segundo en el Masters de Augusta de 2011 y el Abierto Británico de Golf de 2012, cuarto en el Abierto de los Estadsos Unidos de 2015, quinto en el Abierto Británico de 2014, séptimo en el Campeonato de la PGA de 2011, segundo en el WGC-Campeonato Cadillac de 2006, y tercero en el WGC Match Play de 2003 y el WGC-Campeonato Cadillac de 2013.
Scott ha estado colocado durante 11 semanas como número 1 en la clasificación mundial, 47 semanas como número 2, 163 semanas entre los primeros cinco y 334 semanas entre los primeros diez. El golfista representó a Australia en la Copa Mundial de Golf de 2001 y 2002, y a la selección internacional en la Copa de Presidentes de 2003 a 2013.

## Inicios
Nacido en Adelaida, la familia de Scott se mudó a Sunshine Coast cuando tenía nueve años y a Gold Coast a los trece. Como amateur, ganó el torneo australiano juvenil en 1997 y 1998 y formó parte de la selección nacional.
Scott se convirtió en profesional en 2000 y obtuvo la tarjeta para disputar el European Tour en 2001. Ese año resultó 13.º en la Orden de Mérito con una victoria en Alfred Dunhill y superó el corte en el Abierto Británico.
En 2002 quedó empatado en noveno lugar en su debut en el Masters de Augusta. Finalizó séptimo en la gira europea con dos triunfos en Catar y el PGA Escocés, y logró un sexto puesto y cuatro top 25 en diez torneos del PGA Tour.
Este australiano ganó en 2003 el Campeonato Deutsche Bank. Con seis top 25 y 11 cortes superados en 14 apariciones, alcanzó la 55.ª colocación en la tabla de ganancias del PGA Tour. Quedó 11.º en el European Tour con una victoria en el Masters de Escandinavia y cinco top 10. También logró tres puntos de cinco en su primera aparición en la Copa de Presidentes.
En 2004, Scott triunfó en el Players Championship y el Booz Allen. Logró un segundo puesto, un tercero, siete top 10 y ocho top 25 en el PGA Tour, terminando así séptimo en la tabla de ganancias. El golfista obtuvo un segundo puesto, seis top 10 y 18 cortes en 2005 en el circuito estadounidense, por lo que se ubicó 15.º en la tabla general.
Para la temporada 2006, el australiano se centró en el PGA Tour y redujo su participación en el European Tour. Con un triunfo en el Tour Championship, tres segundos puestos, tres terceros y 14 top 25, finalizó tercero en la tabla de ganancias por detrás de Tiger Woods y Jim Furyk.
En 2007 quedó décimo en los playoffs del PGA Tour y 11.º en la tabla de ganancias, tras triunfar en Houston y lograr un segundo puesto, seis top 10 y diez top 25.
Scott ganó el Byron Nelson de 2008 y consiguió siete top 25 y 13 cortes superados en el PGA Tour, para luego terminar 24º en los playoffs y 39.º en la tabla de ganancias.
El australiano quedó fuera del corte en diez de 19 torneos del PGA Tour 2009 y logró solamente un segundo puesto y un 18.º como mejores resultados, por lo que quedó relegado al 108.º lugar en la tabla de ganancias. Como contrapartida, obtuvo cinco top 10 en el European Tour para resultar 36.º en el Orden de Mérito, y ganó el Abierto de Australia.
El golfista Scott se recuperó en 2010: ganó en Texas, obtuvo cuatro top 10, ocho top 25 y 16 cortes superados, y disputó todas las rondas de los playoffs del PGA Tour para finalizar 32.º en los playoffs y 28º en la tabla de ganancias. En Asia, también venció en el Abierto de Singapur.
En 2011, triunfó en el WGC-Bridgestone Invitational, quedó segundo en el Masters de Augusta, tercero en el AT&T National, y consiguió siete top 10 y diez top 25. Así, quedó 13.º en los playoffs y 11.º en la tabla de ganancias.
Scott obtuvo en 2012 un segundo puesto en el Abierto Británico, un tercero en el AT&T National, cinco top 10 y 11 top 25. De este modo, culminó 32.º en los playoffs del PGA Tour y 25º en la tabla de ganancias.
En 2013, el australiano venció en el Masters de Augusta y el Barclays, resultó tercero en el Abierto Británico y el WGC-Campeonato Cadillac Championship y quinto en el Campeonato de la PGA. Con seis top 10 y diez top 25, culminó 11.º en los playoffs del PGA Tour y sexto en la tabla de ganancias.
El golfista triunfó en 2014 en el Colonial Invitational, fue tercero en el Arnold Palmer Invitational y quinto en el Abierto Británico. Con diez top 10 y 16 top 25 en 17 participaciones, finalizó 13.º en la lista de ganancias del PGA Tour.
A fines de 2014, Scott resultó 12.º en el WGC-HSBC Champions, tras lo cual acabó segundo en el Masters de Australia y quinto en el Abierto de Australia. Luego de acumular resultados pobres en la primavera boreal de 2015, el jugador finalizó cuarto en el Abierto de Estados Unidos y décimo en el Abierto Británico. Quedó fuera de los playoffs luego de la primera fecha. Finalizó el año con un séptimo puesto en el Abierto de Japón, un quinto puesto en el Masters de Australia, y un segundo puesto en el Abierto de Australia
En la etapa invernal del PGA Tour 2016, el australiano fue segundo en el Clásico de Malasia y décimo en el World Challenge. Luego resultó segundo en el Abierto de Los Ángeles y triunfó en el Honda Classic y el WGC-Campeonato Cadillac.

## Major championships

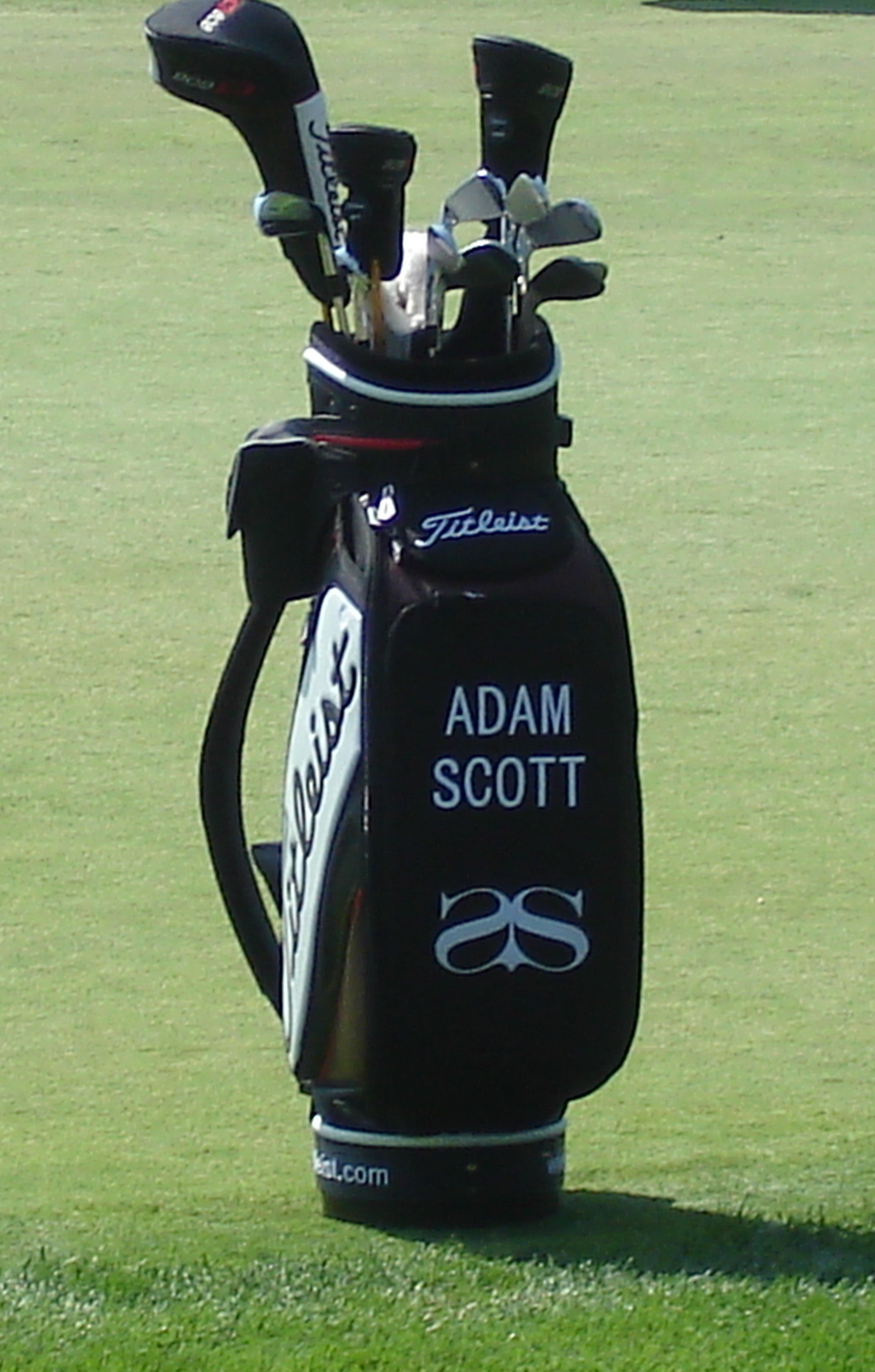
Scott's golf bag at the 2009 PGA Championship with his signature AS logo

### Wins (1)
| Year | Championship       | 54 holes       | Winning score        | Margin   | Runner-up     |
| ---- | ------------------ | -------------- | -------------------- | -------- | ------------- |
| 2013 | Masters Tournament | 1 shot deficit | −9 (69-72-69-69=279) | Playoff1 | Ángel Cabrera |

1Defeated Cabrera in a sudden-death playoff: Scott (4-3), Cabrera (4-4).

### Resultados en majors
| Tournament            | 2000 | 2001 | 2002 | 2003 | 2004 | 2005 | 2006 | 2007 | 2008 | 2009 |
| --------------------- | ---- | ---- | ---- | ---- | ---- | ---- | ---- | ---- | ---- | ---- |
| The Masters           |      |      | T9   | T23  | CUT  | T33  | T27  | T27  | T25  | CUT  |
| U.S. Open             |      |      | CUT  | CUT  | CUT  | T28  | T21  | CUT  | T26  | T36  |
| The Open Championship | CUT  | T47  | CUT  | CUT  | T42  | T34  | T8   | T27  | T16  | CUT  |
| PGA Championship      |      | CUT  | T23  | T23  | T9   | T40  | T3   | T12  | CUT  | CUT  |

| Tournament            | 2010 | 2011 | 2012 | 2013 | 2014 | 2015 | 2016 | 2017 | 2018 |
| --------------------- | ---- | ---- | ---- | ---- | ---- | ---- | ---- | ---- | ---- |
| The Masters           | T18  | T2   | T8   | 1    | T14  | T38  | T42  | T9   | T32  |
| U.S. Open             | CUT  | CUT  | T15  | T45  | T9   | T4   | T18  | CUT  | CUT  |
| The Open Championship | T27  | T25  | 2    | T3   | T5   | T10  | T43  | T22  | T17  |
| PGA Championship      | T39  | 7    | T11  | T5   | T15  | CUT  | T18  | T61  | 3    |

| Tournament            | 2019 | 2020 |
| --------------------- | ---- | ---- |
| The Masters           | T18  | T34  |
| PGA Championship      | T8   | T22  |
| U.S. Open             | T7   | T38  |
| The Open Championship | CUT  | NT   |

(LA) = Mejor Amateur
CUT = No pasó el corte
"T" = Empatado con otros
Ret. = Retirado
ND = No Disputado
Fondo verde indica victoria. Fondo amarillo, puesto entre los diez primeros (top ten).